# 热振·洛桑益西丹巴绕杰
热振·洛桑益西丹巴绕杰（藏語：བློ་བཟང་ཡེ་ཤེས་བསྟན་པ་རབ་རྒྱས，威利转写：blo bzang ye shes bstan pa rab rgyas，1759年—1815年）藏族，四川理塘人，第二世热振活佛（世数的说明见热振活佛）。

## 生平
1761年，2岁时被理塘长青春科尔寺寺主彭措嘉措（Puntsok Gyatso）认定为阿旺曲丹的转世灵童，并坐床继任热振活佛，获法名“洛桑旦达”（藏語：{{{1}}}，威利转写：blo-bzang bstan-dar）。
1765年，赴卫藏接掌热振活佛之位，在六世班禪額爾德尼座下受戒，并随六世班禪額爾德尼的学生赤钦阿旺曲扎（Trichen Ngawang Choedrak）学习。1769年，进入色拉寺随曲吉江白莫朗（藏語：{{{1}}}，威利转写：chos-rje byams-pa smon-lam）学习。
1770年（乾隆三十五年），获清朝乾隆帝赐予“诺门罕”职衔，并给印信。1780年，自色拉寺获得拉让巴格西，在六世班禪額爾德尼座下受具足戒，并入下密院。1806年，受达赖指示，他在哲蚌寺随章嘉呼图克图学习，并在色拉寺为僧众讲解《菩提道次第广论》等。
1815年，热振·洛桑益西丹巴绕杰圆寂。